# Landschaftspark Höllachaue

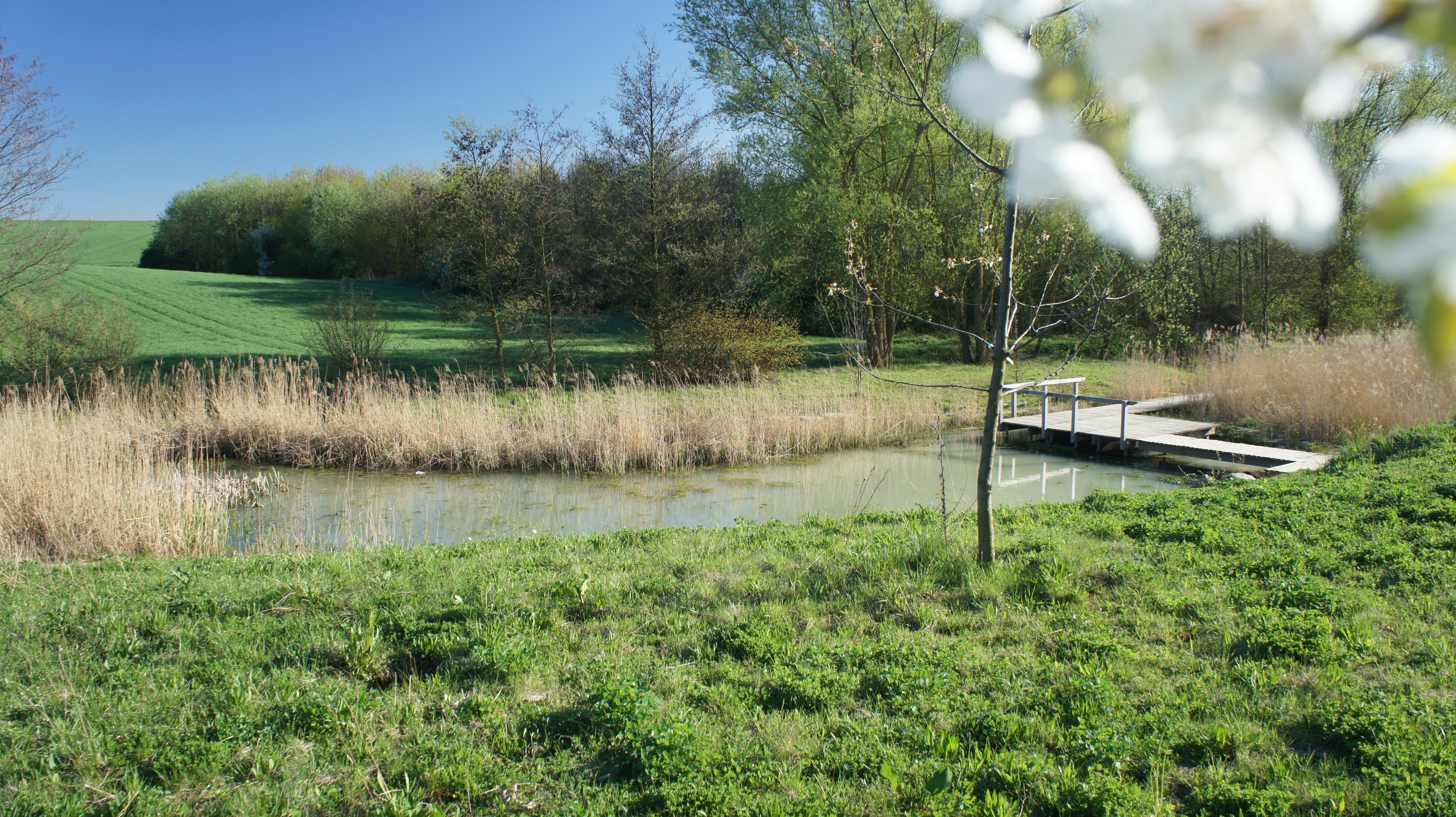
Landschaftspark Höllachaue, 2011

Der Landschaftspark Höllachaue ist ein Park in der Gemeinde Leutenbach in Baden-Württemberg. Er entstand durch die Zusammenfassung von Flächen zum Natur- und Landschaftsschutz. Der Park dient dem Naturschutz und der Naherholung sowie als Ausgleichsmaßnahme für Wohn- und Gewerbegebiete. Der Park besteht aus unterschiedlichen Biotoptypen, in denen unterschiedlichen Tier- und Pflanzenarten für die Region typische Lebensräume finden können. In der Nähe des Landschaftsparks befinden sich weitere Naturschutzflächen, wie der renaturierte Steinbruch in Weiler zum Stein.

## Höllachbach
Der Höllachbach verläuft von Nordosten nach Südwesten durch den Landschaftspark. Um eine naturnahe Tieflandbachregion zu schaffen, wurde der Bachlauf renaturiert. Es befinden sich viele Wasserpflanzen in den Still- und Flachwasserbereichen des Bachs. Zudem leben dort Flohkrebse, Wasserkäfer, Würmer und Larven verschiedener Libellen-, Fliegen- und Mückenarten. Am Uferbereich wachsen Ried- und Sumpfpflanzen, welche verschiedenen Vogelarten als Lebensraum dienen. Durch die geschwungene Form des Bachbetts und die flache Lage der angrenzenden Wiesen entsteht ein natürlicher Hochwasserschutz.

## Sandsteinmauer
Oberhalb des Wassertretbeckens befindet sich ein Trockenmauer, die aus Sandstein hergestellt wurde. Die Mauer wird nicht durch Mörtel zusammengehalten, sondern besteht aus trocken aufeinandergesetzten Steinen. Die so entstandenen Fugen dienen als Lebensraum für verschiedene Lebewesen, wie zum Beispiel Insekten, Reptilien und Kleinsäugetiere. Da die Mauer nur sehr wenig Platz und Nährstoffe bietet, können in ihr nur spezialisierte Pflanzen wachsen.

## Hochzeitwiese
Die Hochzeitswiese entstand im Jahre 2004 als eine der ersten Maßnahmen im Landschaftspark. Ehepaare können auf der Wiese hochstämmige Obstbäume pflanzen, wodurch eine für die Region typische Streuobstwiese entsteht. Die Krautschicht der Streuobstwiesen besteht aus Gräsern und Wiesenkräutern und dient Insekten sowie Bodenbrütern als Lebensraum. Zum Schutz der Krautschicht und ihrer Bewohner wird sie nur ein- bis zweimal jährlich gemäht. In den Bäumen leben verschiedene Vogel- und Säugetierarten. Sie nutzen Baumhöhlen und -kronen als Unterschlupf und Niststätte. Für die Imkerei sind Streuobstwiesen ebenfalls von großer Bedeutung.
Auch oberhalb der Hochzeitswiese befindet sich eine Mauer, die aus Naturstein besteht und wurde ebenfalls in „trockener“ Bauweise hergestellt wurde.